# Vroville
Vroville ([vʁɔˈvil] ) ist eine französische Gemeinde mit 133 Einwohnern (Stand: 1. Januar 2022) im Département Vosges in der Region Grand Est. Sie gehört zum Arrondissement Neufchâteau (bis 2024 Épinal) und zum Gemeindeverband Mirecourt Dompaire. Die Bewohner werden Vrovillois und Vrovilloises genannt.

## Geografie
Die Gemeinde Vroville liegt unmittelbar südwestlich der Kleinstadt Mirecourt und ca. 28 Kilometer nordwestlich von Épinal. Der Mosel-Zufluss Madon bildet die südwestliche Gemeindegrenze Vrovilles. Nachbargemeinden von Vroville sind Villers im Norden, Avillers im Nordosten, Ahéville im Osten, Velotte-et-Tatignécourt im Süden, Mattaincourt im Westen sowie Mirecourt im Nordwesten.

## Bevölkerungsentwicklung
| Jahr      | 1962 | 1968 | 1975 | 1982 | 1990 | 1999 | 2006 | 2013 | 2022 |
| --------- | ---- | ---- | ---- | ---- | ---- | ---- | ---- | ---- | ---- |
| Einwohner | 112  | 115  | 105  | 120  | 130  | 131  | 138  | 138  | 133  |

Im Jahr 1846 wurde mit 260 Bewohnern die bisher höchste Einwohnerzahl ermittelt. Die Zahlen basieren auf den Daten von cassini.ehess und INSEE.

## Sehenswürdigkeiten
- Kirche St. Desiderius
- Flurkreuz aus dem 17. Jahrhundert, seit 1932 als Monument historique eingestuft[3]

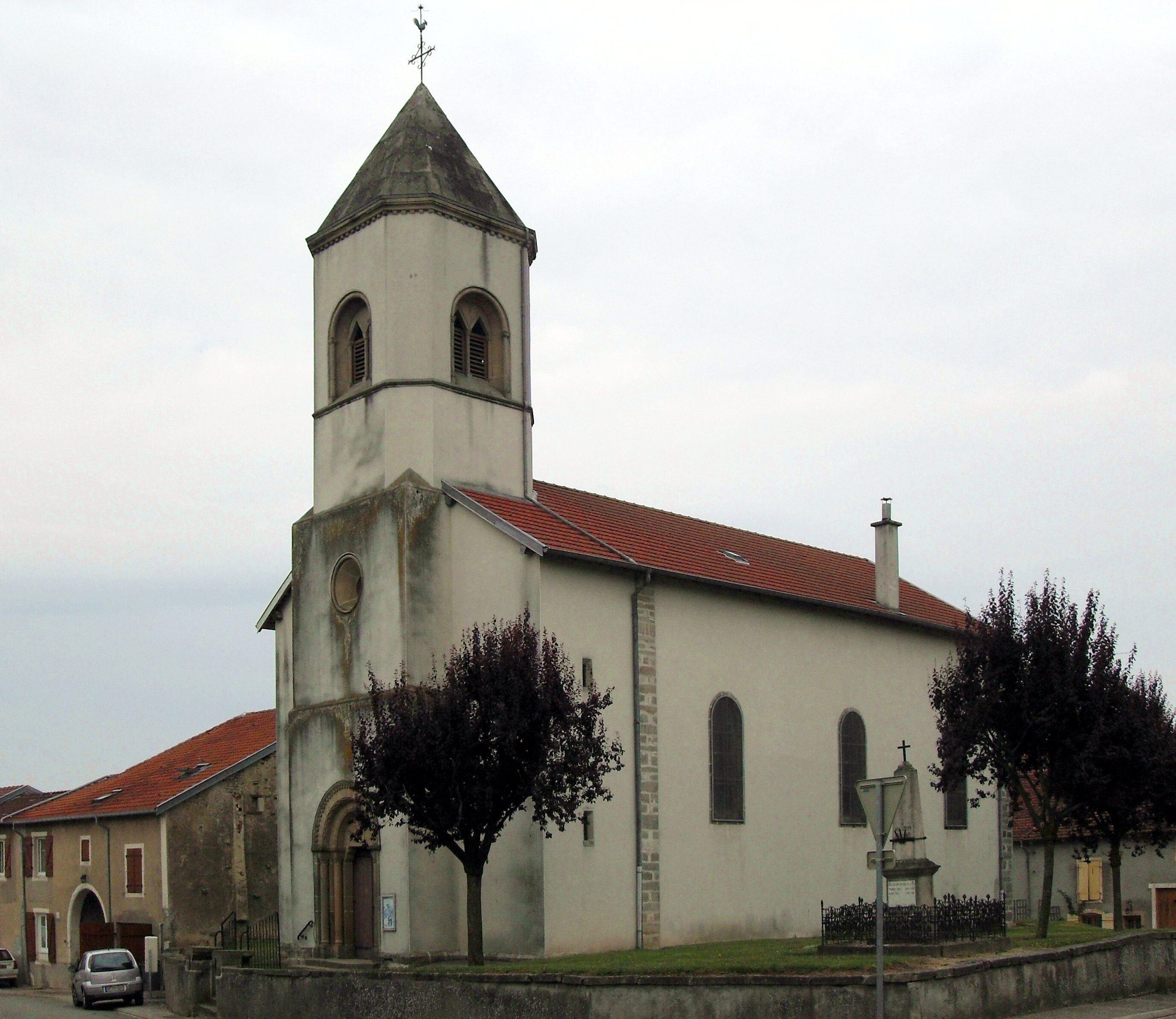
Kirche St. Desiderius
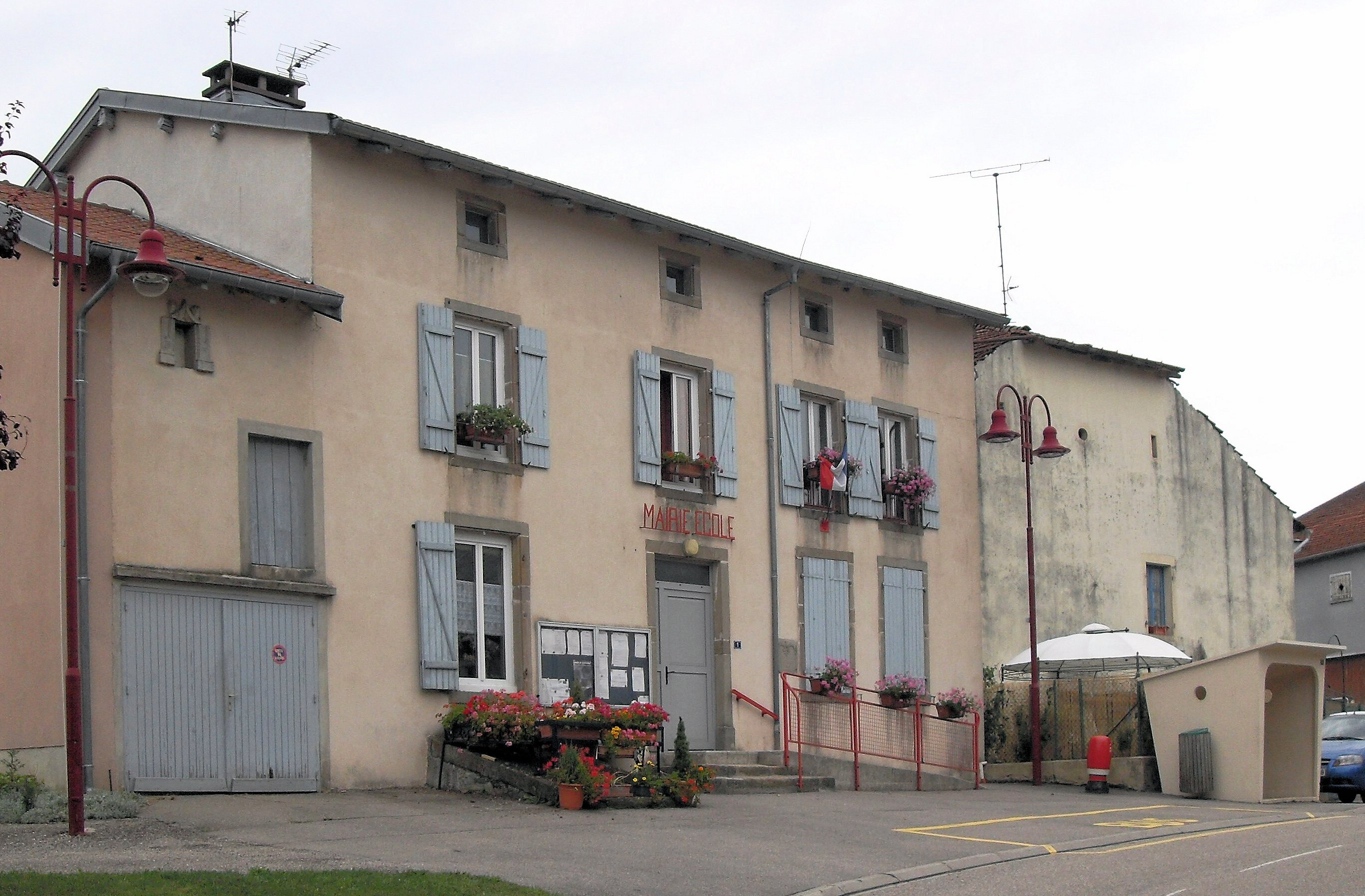
Rathaus- und Schulgebäude
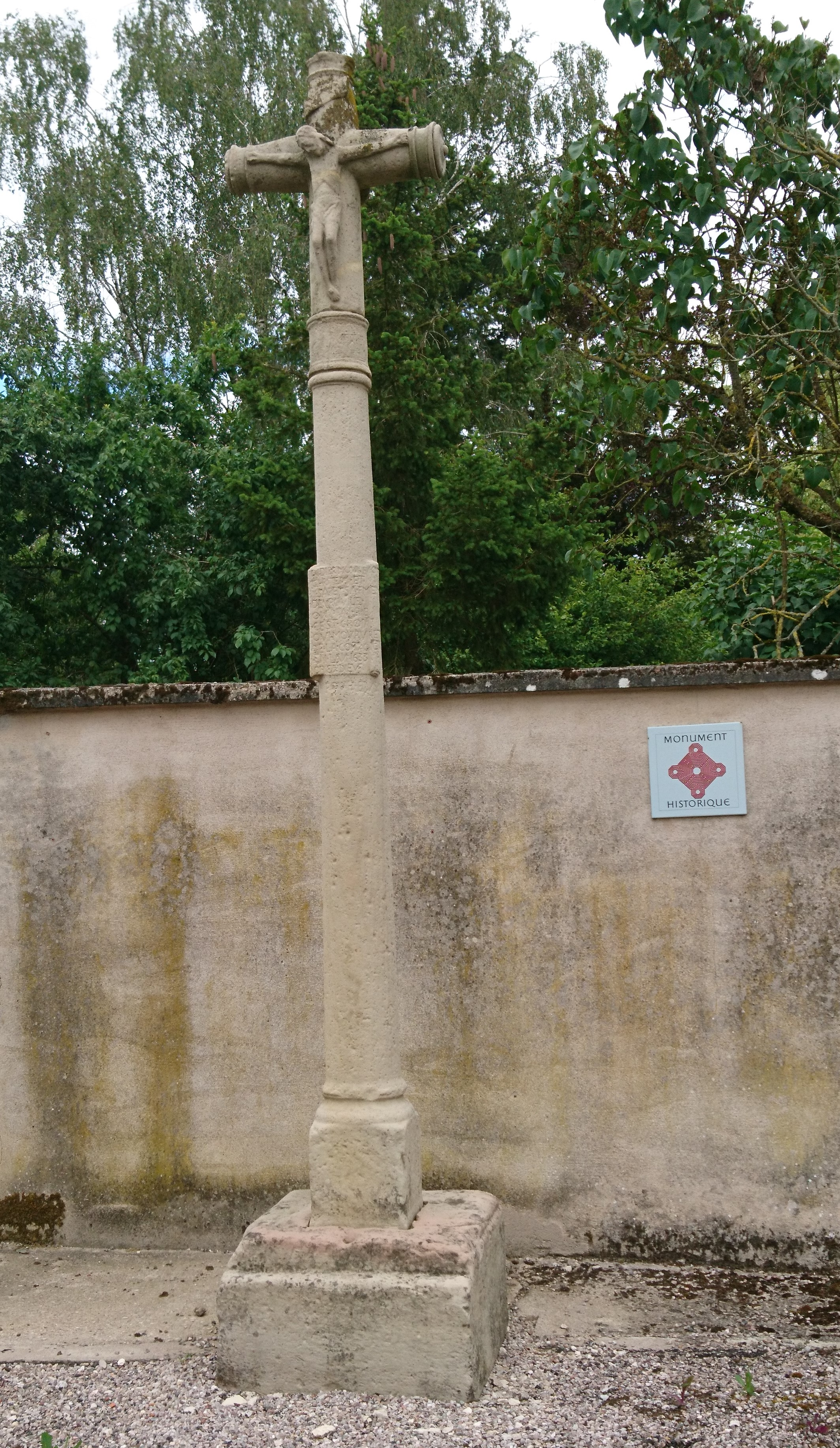
Denkmalgeschütztes Flurkreuz

## Wirtschaft und Infrastruktur
Die Gemeinde Vroville ist bäuerlich geprägt. Die Ackerflächen werden von Landwirten aus den Nachbargemeinden bewirtschaftet. Ein Teil der Feldfluren dient der Selbstversorgung. In der Gemeinde ist ein Installationsbetrieb für Wärme- und Klimaanlagen ansässig. Einige Bewohner sind Pendler, die in der nahen Kleinstadt Mirecourt ihrer Arbeit nachgehen.
Im Südwesten der Gemeinde Vroville verläuft die teilweise zweistreifig ausgebaute Fernstraße D 166 von Épinal nach Neufchâteau. Der vier Kilometer entfernte Bahnhof Hymont-Mattaincourt ist Endpunkt der Bahnstrecke Merrey–Hymont-Mattaincourt.

## Belege
1. ↑  Vroville auf cassini.ehess
2. ↑  Vroville auf INSEE
3. ↑  Croix in der Base Mérimée des französischen Kulturministeriums (französisch)